# إيكون
أليون ثيام (بالإنجليزية: Aliaume Damala Badara Akon Thiam) والمعروف باسم إيكون أو إيكُن (بالإنجليزية: Akon) (ولد في 1973، سانت لويس)  هو مغني، كاتب اغاني، مغني راب، منتج اغاني، ورجل أعمال أمريكي الجنسية وسنغالي الأصل.
معروف بأنه من انجح مغنين الـ R&B في القرن الواحد والعشرين، وإجمالي دخله ما يصل إلى 30 مليون دولار وفقا لمجلة فوربس،ارتفع إلى مكانة بارزة في عام 2004 عندما نزل أول البوم فردي له وهو Locke up،ألبومه الثاني "Konvicted"حصل على ترشيح جائزة الجرامي لاغنيته "Smack that"
وفي 2005 دخل السجن بتهمة تهريب الممنوعات والأسلحة وتم القبض عليه في المطار

## حياته المبكرة
ولد إيكون في 16 أبريل عام 1973 في سانت لويس، ميزوري في الولايات المتحدة الأمريكية، لكنه عاش في داكار إلى أن وصل عمره السابعة، وظل يتنقل بين السنغال وأمريكا حتى وصل لعمر الـ 15 سنة، انتقل بشكل دائم إلى ولاية نيو جيرسي تحديداً مدينة جيرسي سيتي.

## ألبومات
- ترابل (2004)
- كونفستيد (2006)
- فريدوم (2008)
- إل نيغريتّو (2019)
- أكوندا (2019)

## روابط إضافية
- الموقع الرسمي
- إيكون على موقع IMDb (الإنجليزية)
- إيكون على موقع ميوزك برينز (الإنجليزية)
- إيكون على موقع رولينغ ستون (الإنجليزية)
- إيكون على موقع إن إن دي بي (الإنجليزية)
- إيكون على موقع أول ميوزيك (الإنجليزية)
- إيكون على موقع أول ميوزيك (الإنجليزية)
- إيكون على موقع ديسكوغز (الإنجليزية)
- إيكون على موقع ديسكوغز (الإنجليزية)
- إيكون على موقع قاعدة بيانات الفيلم (الإنجليزية)